# Teófilo García
Teófilo García González (* 1919 in Guadalajara, Jalisco; † 20. April 2004), auch bekannt unter dem verkürzten Vornamen Tilo, war ein mexikanischer Fußballspieler, der vorwiegend im Mittelfeld agierte.

## Leben
García begann seine fußballerische Laufbahn beim in seiner Heimatstadt Guadalajara beheimateten Club Marte (nicht zu verwechseln mit dem gleichnamigen Hauptstadtverein) und schaffte von dort den Sprung in die Auswahlmannschaft der Selección Jalisco, für die er von 1940 bis 1943 in der noch offiziell auf Amateurstatus betriebenen Liga Mayor mitwirkte. Bei Einführung des Profifußballs 1943 wechselte er zum Club Deportivo Guadalajara, bei dem er mindestens bis 1946 unter Vertrag stand.